# Алпамис
Алпами́с (каз. Алпамыс) — село у складі Жетисайського району Туркестанської області Казахстану. Входить до складу сільського округу Шаблана Дільдабекова.
До 2011 року село називалось Женіс, у Радянські часи було частиною села Отділення № 1 совхоза Більшовик.
Населення — 608 осіб (2021; 617 у 2009, 577 у 1999, 477 у 1989).